# 8120 Kobe
8120 Kobe eller 1997 VT är en asteroid i huvudbältet som upptäcktes den 2 november 1997 av den japanske astronomen Hiroshi Abe i Yatsuka. Den är uppkallad efter den japanska hamnstaden Kobe.
Asteroiden har en diameter på ungefär 3 kilometer.